# Saint-Nicolas-de-Bliquetuit
Saint-Nicolas-de-Bliquetuit település Franciaországban, Seine-Maritime megyében. Lakosainak száma 609 fő (2018. január 1.). Saint-Nicolas-de-Bliquetuit Rives-en-Seine, Arelaune-en-Seine, Notre-Dame-de-Bliquetuit, Saint-Wandrille-Rançon, Vatteville-la-Rue, Villequier és La Mailleraye-sur-Seine községekkel határos.

## Népesség
A település népessége az elmúlt években az alábbi módon változott:
| Lakosok száma | 281  | 276  | 371  | 476  | 533  | 550  | 577  | 592  | 616  | 609  |
|               | 1962 | 1968 | 1975 | 1982 | 1990 | 2008 | 2013 | 2015 | 2017 | 2018 |